# La Boqueria
A Mercat de la Boqueria 19. századi vásárcsarnok Barcelona központjában.

## Története

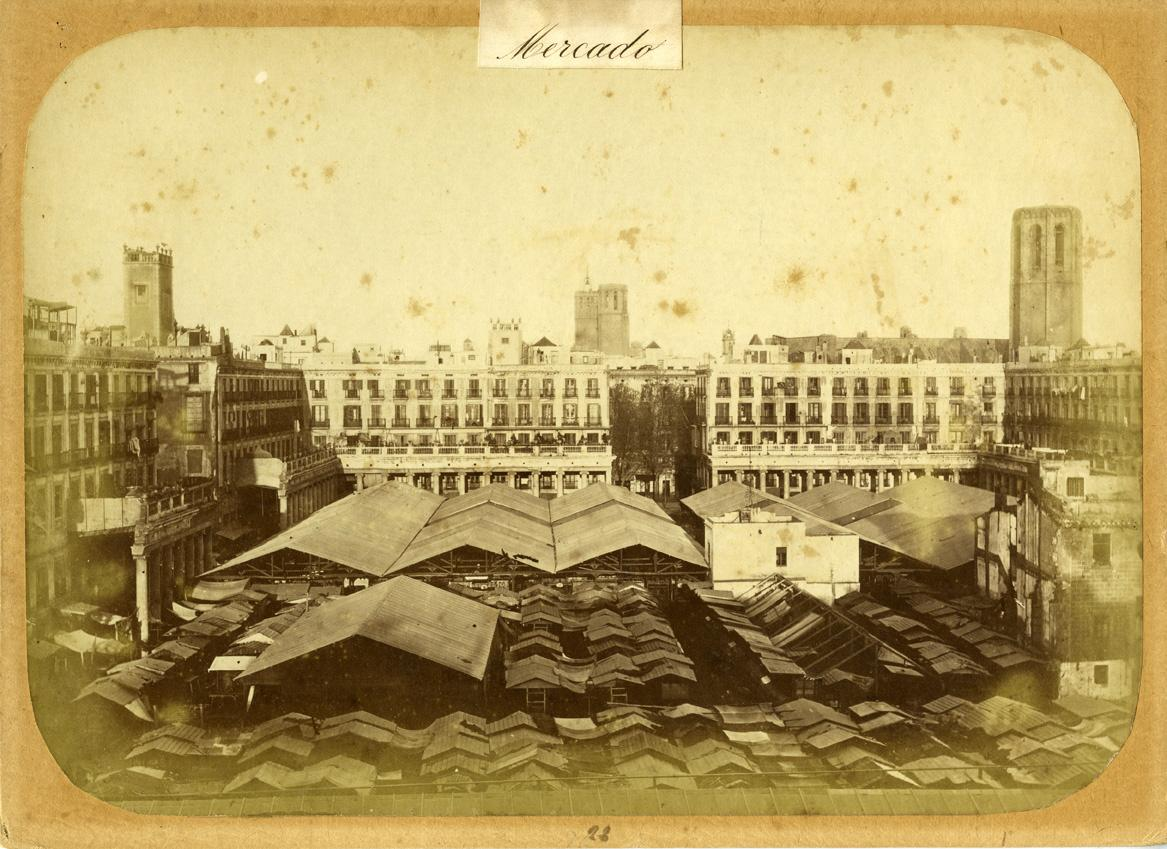
1874-es felvétel a piacról

A mai vásárcsarnok helyén működő nem hivatalos piac első írásos említése 1217-ből származik, amely szerint a Barcelonába tartó kereskedők, hogy elkerüljék az adót, még a városkapu előtt standokat állítottak fel, ahol elsősorban húst árultak. Egyes források szerint elnevezése is innen ered, a boc kecskét jelent, amelynek húsa a kor kedvelt ételalapanyaga volt.
1470 decemberétől sertéspiac működött ezen a helyen, amelyet Mercat Bornet, majd Mercat de la Palla néven ismertek. Még ebben az időben sem volt hivatalos státusza az elárusítóhelynek, de a helyiek jelentős része már a közeli Placa Nova-i piac részének tekintették. A piac a 18. században lett népszerű a közeli településekről érkező árusok és a vásárlók között a mellette haladó forgalmas út, a La Rambla révén. Emiatt durva viták alakultak ki a régi és az új piac kereskedői között. A városvezetők új helyszínt jelöltek ki a piacnak, közel a La Ramblához, de nem közvetlenül mellette.
1835-ben Barcelonában, csakúgy, mint Spanyolország több városában, egyházellenes zavargások voltak, amelynek során több templomot felgyújtottak. Az egyik ilyen megsemmisített létesítmény helyén kialakították Barcelona legnagyobb, árkádokkal határolt terét, és ezen kapott helyet ideiglenesen a piac. Ez lett végül a piac állandó helye, amely Mercat de Sant Josep de la Boqueria néven működött.
1840-ben megkezdődött az elárusítóhely befedése, amely 1853-ban fejeződött be. Területét az áruk jellege szerint két részre osztották: hús- és virágpiacra, majd később engedélyezték a madarak árusítását is. Azóta a piac számos átalakításon esett át. 1861-ben a gyümölcs- és zöldségárusok is bebocsátást kaptak a csarnokba. 1869-ben a létesítményt kibővítették, 1871-ben pedig bevezették a gázvilágítást. 1911-ben a halárusok helyét is kijelölték. A ma is látható fémtetőt 1914-ben építették.

## Kínálat

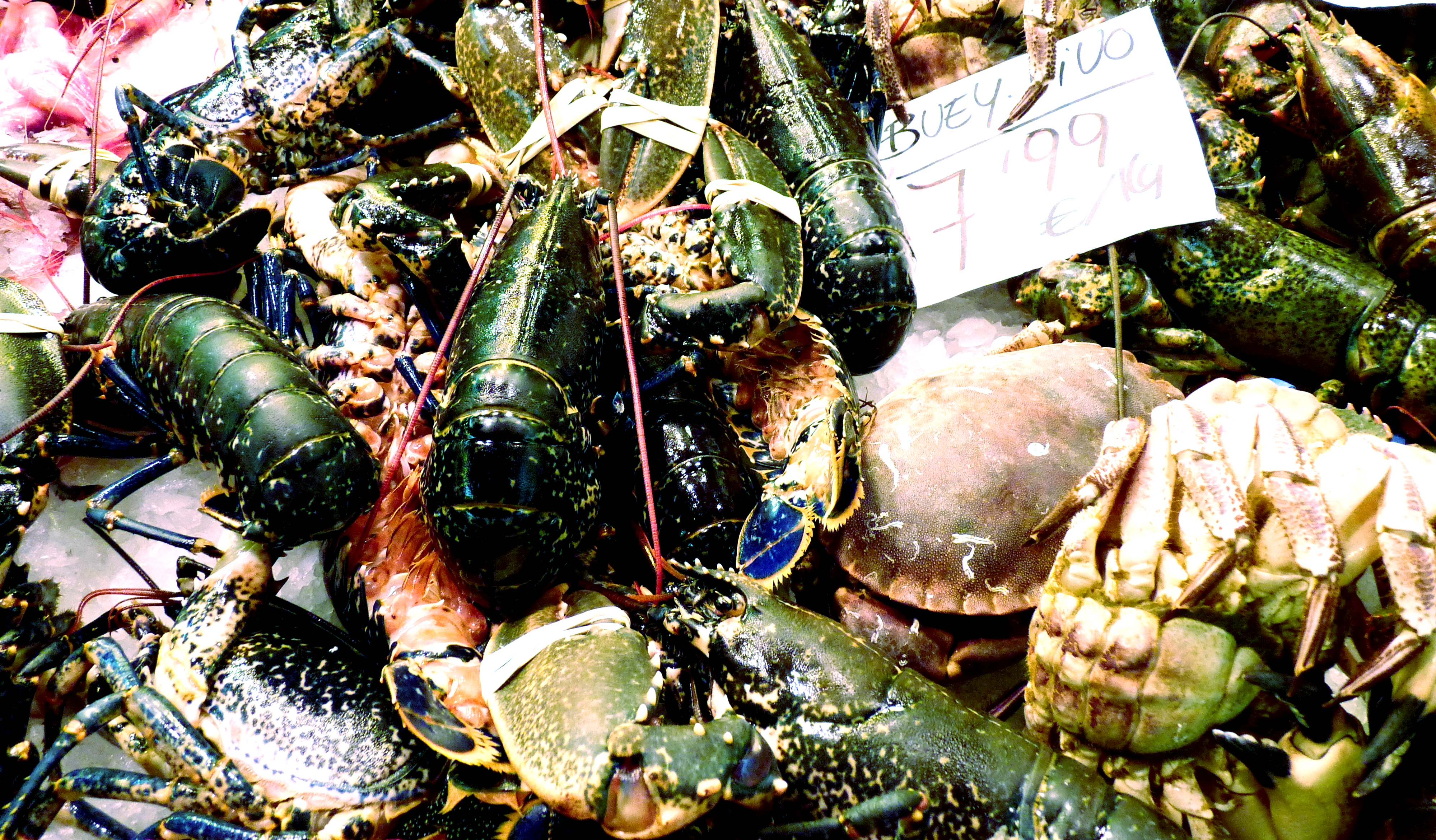
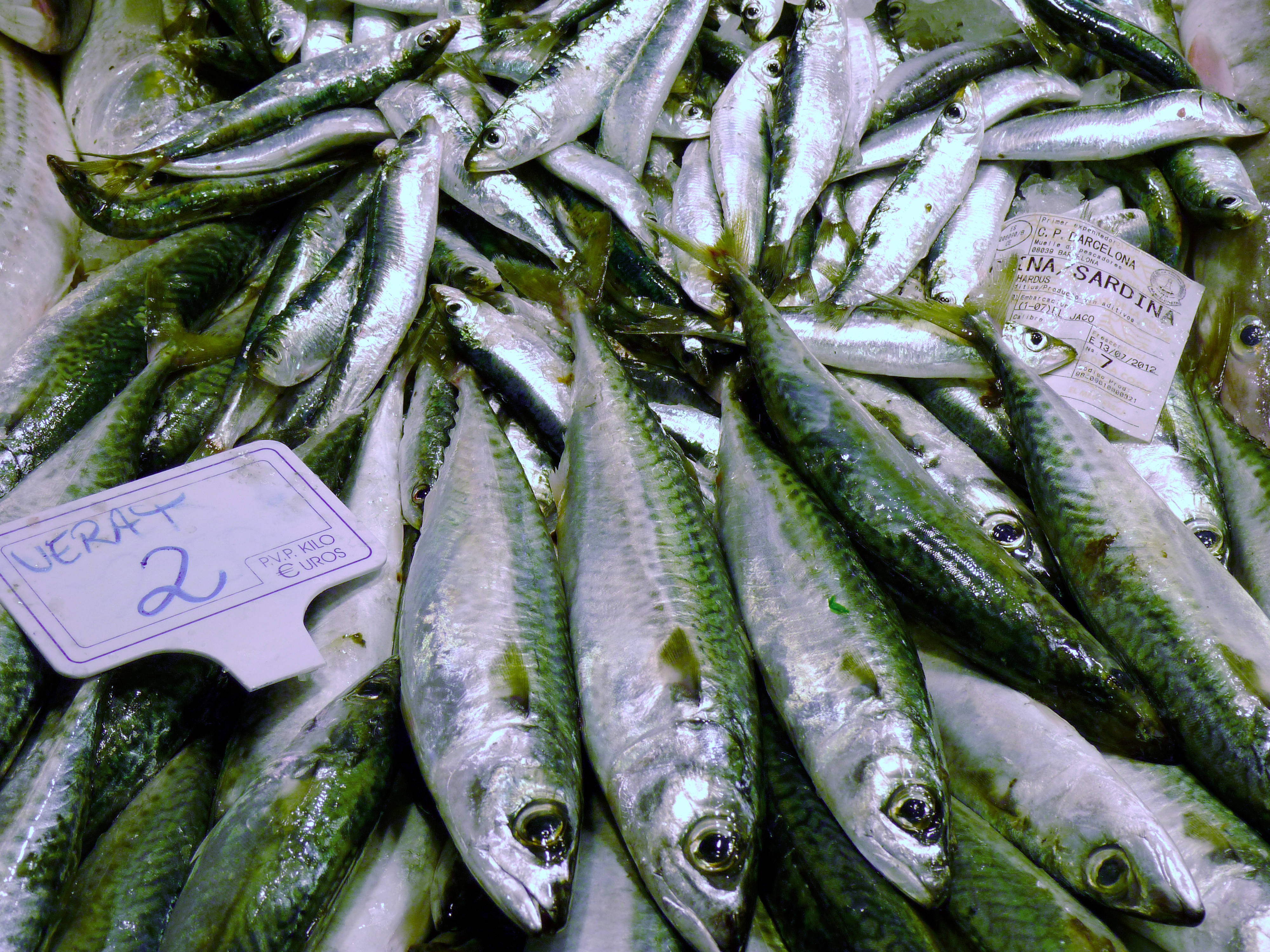
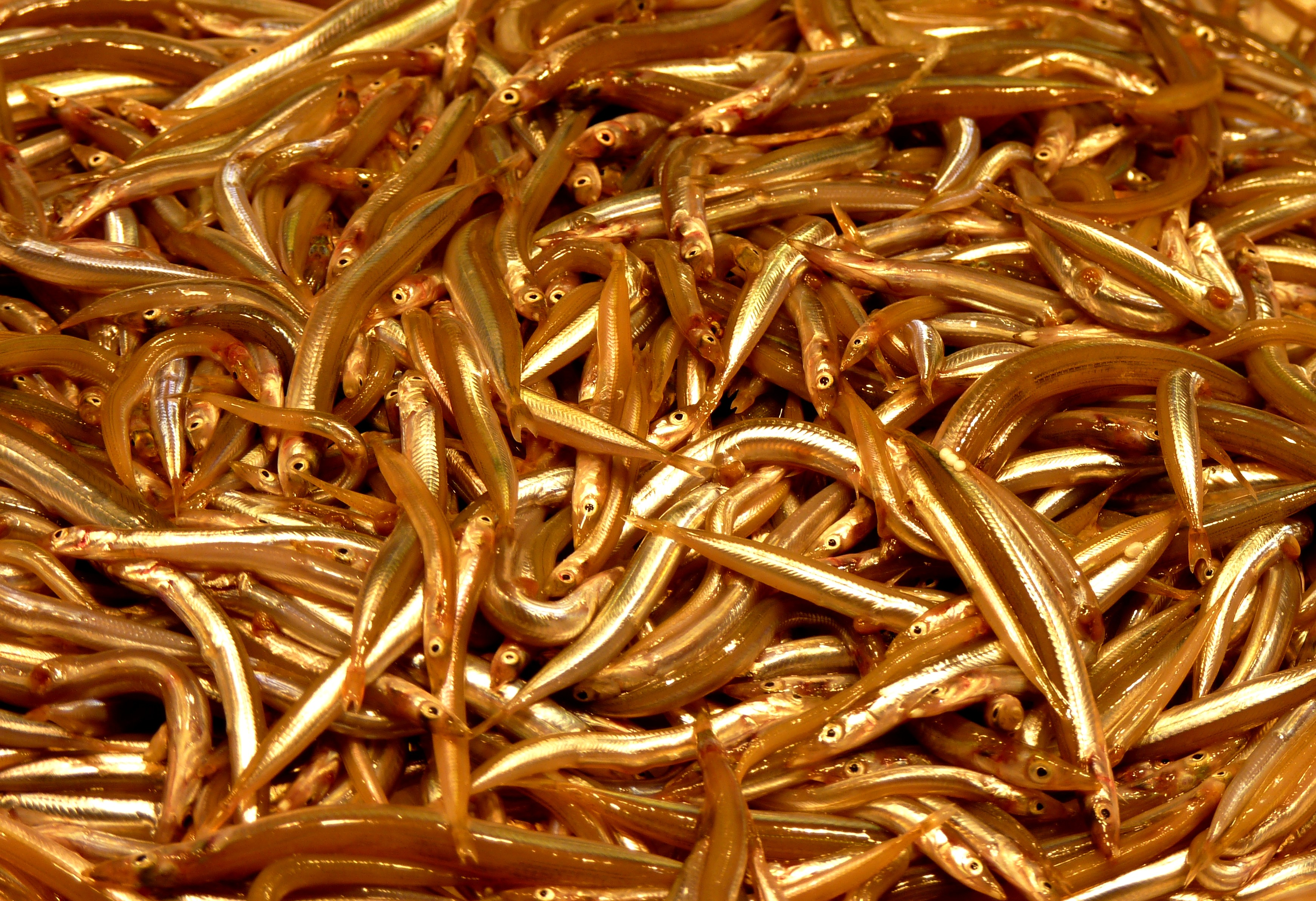
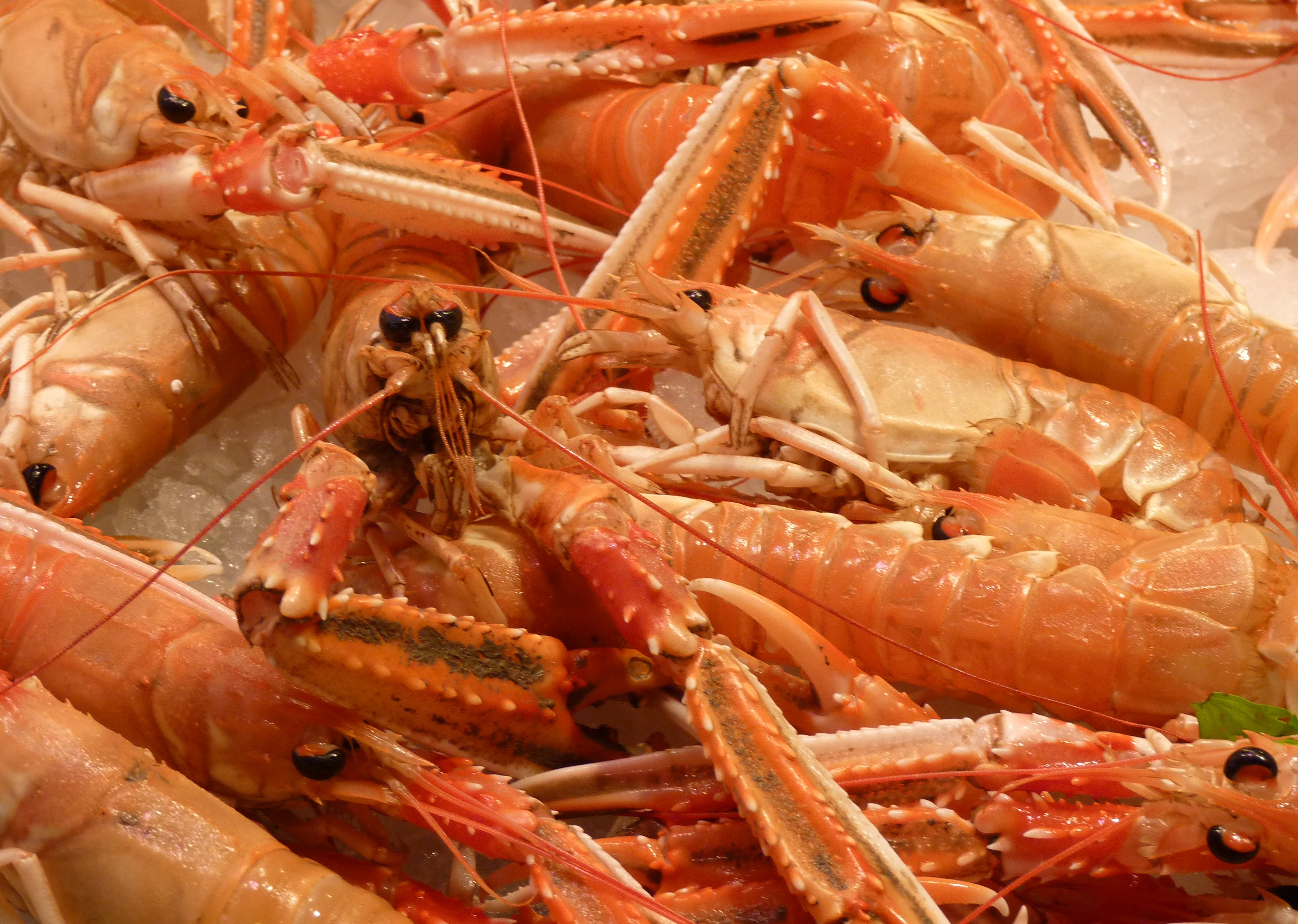

## Film
- Ferrando, Andrea és Tealdi, Stefano: Märkte – Im Bauch von Barcelona: La Boqueria. Dokumentumfilm, Németország, 2012, Golden Girls Filmproduktion, Laokoon, Media 3.14 S.L., ZDF, Német első adás: 2013. február 22. az ARTE-n, Märkte - Im Bauch von Barcelona (5/5) (online) (németül)